# Postoperatieve pijn
Postoperatieve pijn is een acute pijn die na een operatie wordt ervaren door de patiënt. Hoewel deze vorm van pijn te verwachten is, is het toch een ongewenst bijproduct van de operatie. Acute pijn staat tegenover chronische pijn zoals dit wel wordt ervaren door reumapatiënten of kankerpatiënten.
Postoperatieve pijn kan ertoe leiden dat het herstel na de operatie minder voorspoedig verloopt en kan de kans op chronische pijn vergroten. Pijnbestrijding geschiedt dus niet alleen vanwege de voor de hand liggende humanitaire redenen maar is ook voor de te behalen fysiologische voordelen van belang.

## Pijnmeting
Om pijnbestrijding mogelijk te maken is er ook een methode van pijnmeting nodig.
Internationaal worden drie methoden gebruikt:
- GPE (Global Perceived Effect) waarbij de patiënt zelf de uitkomst van de operatie beoordeelt met een cijfer van 1 tot en met 7. Hierbij is 1 "geheel hersteld" en 7 "erger dan ooit".
- NRS (Numeric Rating Scale) waarbij de patiënt een cijfer geeft aan de postoperatieve pijn op een schaal van 0 (geen pijn) en 10 (ondraaglijke pijn).
- VAS (Visual Analogue Score) waarbij de patiënt op een lat met een lijn aangeeft hoe de pijn ervaren wordt en op de achterkant van de lat staat een schaal van 0 (geen pijn) tot 10 (ondraaglijke pijn).

De VAS-score wordt als de meest betrouwbare methode beschouwd. Een score van maximaal 4 via de VAS-methode wordt als acceptabele postoperatieve pijn beschouwd.